# James Gordon (baron Gordon de Strathblane)
James Stuart Gordon, baron Gordon de Strathblane, (17 mai 1936 - 31 mars 2020) est un dirigeant d'entreprise écossais et membre de la Chambre des lords.

## Biographie
Parent du marquis de Huntly, il est le fils de James Gordon et d'Elsie Riach. Il fait ses études au St Aloysius 'College, à Glasgow et à l'université de Glasgow, où il obtient un Master of Arts in Classics en 1958. 
Il travaille comme rédacteur politique pour STV entre 1965 et 1973, et comme directeur général de Radio Clyde entre 1973 et 1996. Pour Scottish Radio Holdings, Gordon est directeur général de 1991 à 1996 et président de 1996 à 2005; il est également vice-président de Melody Radio de 1991 à 1997, administrateur de Clydeport Holdings de 1992 à 1998 et président du Scottish Tourist Board de 1998 à 2001. À partir de 1990, Gordon est membre du Conseil consultatif écossais de British Petroleum, et depuis 1996 administrateur de Johnston Press plc ainsi que président d'AIM Trust plc (aujourd'hui Active Capital Trust). Il est président de Radio Audience Research (RAJAR) à partir de 2003.
Gordon est membre de la Scottish Development Agency entre 1981 et 1990 et président du Scottish Exhibition and Conference Center entre 1983 et 1989. Il est membre du tribunal de l'université de Glasgow de 1984 à 1997 et de la commission d'enquête sur la rémunération et les conditions des enseignants en 1986. Lord Gordon rejoint le Scottish Tourist Board en 1997, en tant que président entre 1998 et 2001. De 1997 à 1998, Gordon est président du Groupe consultatif sur les événements répertoriés, et de 1998 à 1999, membre de l'Independent Review Panel on Funding de la BBC, puis de 1998 à 2001 membre du conseil d'administration de la British Tourist Authority.
Aux élections générales de 1964, Gordon se présente à East Renfrewshire pour les travaillistes. Il est administrateur des National Galleries of Scotland entre 1998 et 2001 et administrateur du John Smith Memorial Trust à partir de 1995. De 1995 à 1997, il est président de l'organisation Glasgow Common Purpose.
Nommé CBE en 1984, Gordon reçoit plus tard un Sony Award pour ses services exceptionnels à la radio. Le 4 octobre 1997, il est créé pair à vie avec le titre de baron Gordon de Strathblane, de Deil's Craig dans le Stirlingshire. Élu fellow de la Radio Academy en 1994, Lord Gordon reçoit le Lord Provost's Award for Public Service ainsi que des diplômes honorifiques de docteur en lettres (Hon DLitt) de l'Université calédonienne de Glasgow et de l'université de Glasgow en 1998.

## Vie privée
Gordon épouse Margaret Anne Stevenson en 1971, avec qui il a une fille et deux fils.
Gordon est décédé le 31 mars 2020 à Glasgow Royal Infirmary après avoir contracté le COVID-19. Dans un hommage, la Radio Academy of Scotland l'appelle le «père de la radio écossaise» .